# Infliximab

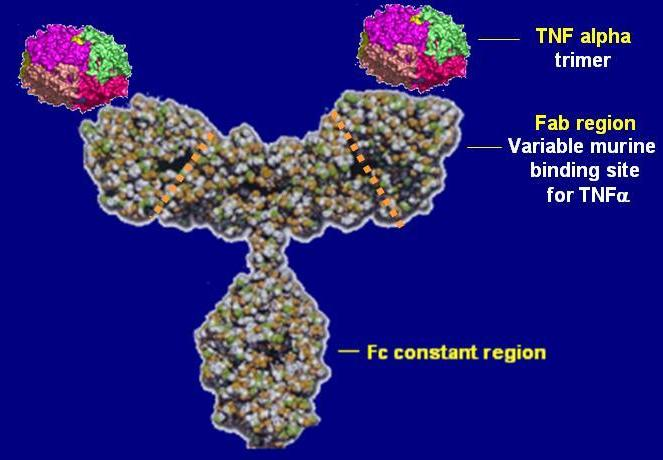

El infliximab es un anticuerpo monoclonal con potente acción antiinflamatoria. Fundamentalmente, hace dos cosas. Por una parte, disminuye el efecto del factor de necrosis tumoral, que es una citocina que producen diversas células de nuestro cuerpo y que aumenta los síntomas inflamatorios. Por otra, induce la apoptosis (muerte celular) de linfocitos que se encuentran anormalmente activados.
Es uno de los llamados tratamientos biológicos, desarrollados para el tratamiento de diversas enfermedades.
Las aplicaciones fundamentales del infliximab son la artritis reumatoide, las espondiloartropatías, la artritis psoriásica, la enfermedad de Crohn, la colitis ulcerosa ,la psoriasis u la sarcoidosis.
Es un tratamiento potente, que debe aplicarse bajo supervisión médica. Es preciso, antes de empezar el tratamiento, descartar que haya alguna infección latente o activa, especialmente tuberculosis, sida y hepatitis B y C, que pudieran agravarse con el tratamiento. Este fármaco no se toma en casa, sino que se recibe por vía intravenosa, en el hospital, con una periodicidad variable. En general al principio se dan unas dos o tres dosis más agrupadas y luego el tratamiento se mantiene cada 8 semanas.
Se puede luego mantener el tratamiento mediante azatioprina.

## Efectos adversos
EL infliximab tiene efectos adversos, algunos potencialmente mortales, comunes a los fármacos de la clase de inmunosupresores inhibidores del TNF. Algunos de los más severos son:
- Infecciones graves
- reactivación de la hepatitis B
- reactivación de la tuberculosis[2]
- linfoma de células T
- hepatoesplénico letal
- lupus inducido por fármacos
- trastornos desmielinizantes del sistema nervioso central
- Psoriasis y lesiones cutáneas psoriasiformes
- vitíligo de nueva aparición

Se han notificado casos de leucopenia, neutropenia, trombocitopenia y pancitopenia (algunos mortales) con infliximab. En Estados Unidos la FDA emitió una advertencia a los médicos que aparece en la etiqueta del producto respectivo de infliximab, Remicade en su nombre comercial, indicándoles que evalúen y controlen a los pacientes potenciales con más cuidado. La FDA emitió una advertencia a los médicos de que existe un mayor riesgo de linfoma y otros tipos de cáncer asociados con el uso de infliximab y otros bloqueadores del factor de necrosis tumoral en niños y adolescentes.
La terapia de mantenimiento con el fármaco (frente a la terapia intermitente o esporádica) reduce la probabilidad de desarrollar anticuerpos contra el infliximab, que se sabe que reducen la eficacia del fármaco. Se ha demostrado que el tratamiento combinado con metotrexato (un fármaco antifolato que inhibe el sistema inmunitario) reduce la formación de estos anticuerpos en pacientes con artritis reumatoide y se ha demostrado que el tratamiento combinado con otros inmunosupresores reduce la probabilidad de que se formen estos anticuerpos en la enfermedad de Crohn. El uso de inmunosupresores puede no ser necesario en todas las enfermedades para las que está indicado infliximab, y los usos indiscriminados de estos otros inmunosupresores conllevan sus propios riesgos. Infliximab se estudió en monoterapia (sin inmunosupresores concomitantes como metotrexato o azatioprina) en psoriasis, artritis psoriásica y espondilitis anquilosante.